# Athos Bulcão

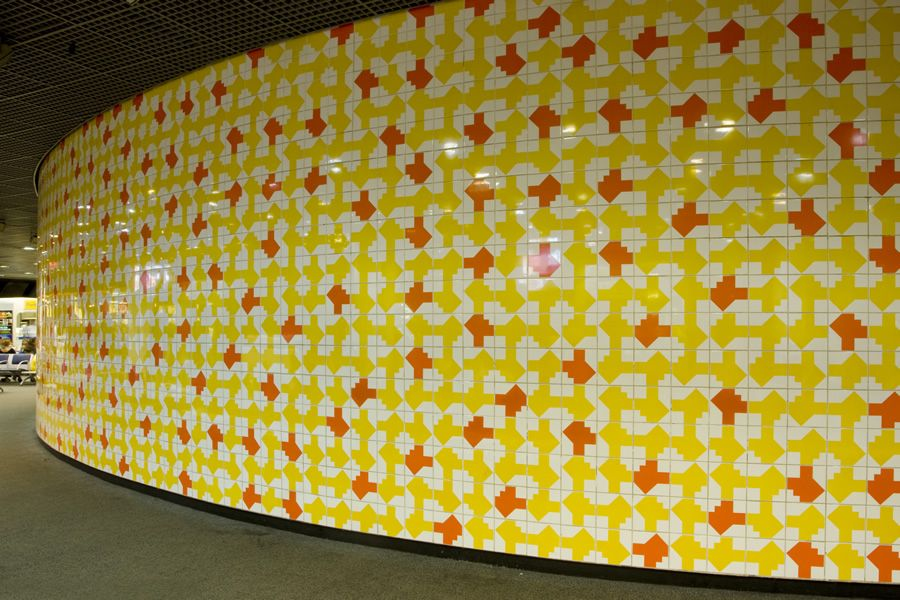
Painel de azulejos Aeroporto Internacional Juscelino Kubitschek - 1993.

Athos Bulcão (Rio de Janeiro, 2 de julho de 1918 - Brasília, 31 de julho de 2008) foi um pintor, escultor, desenhista e artista brasileiro.

## Biografia
Nascido no bairro carioca do Catete, desistiu do curso de medicina em 1939 para se dedicar às artes visuais. Sua primeira exposição individual veio em 1944, na inauguração da sede do Instituto dos Arquitetos do Brasil, em sua cidade natal.
Em 1945 trabalhou como assistente de Cândido Portinari no painel de São Francisco de Assis da Igreja da Pampulha, em Belo Horizonte. Em seguida, mudou-se para Paris, onde viveu até 1949.
Foi funcionário do Serviço de Documentação do Ministério da Educação e Cultura, onde trabalhou com ilustração de publicações. Também realizou trabalhos como artista gráfico e desenhista.
Na função de artista plástico, passou a colaborar com Oscar Niemeyer em 1955. Integrando o esforço de construção de Brasília a partir de 1957. Em 1958, mudou-se definitivamente para a capital brasileira. Nos anos 1960, estabeleceu parceria com o arquiteto João Filgueiras Lima, cujas obras eventualmente apresentam painéis criados por Athos.
Pelo conjunto da obra, recebeu vários prêmios e condecorações, como a Ordem do Mérito Cultural, recebida em 1995 do Ministério da Cultura.
Faleceu aos 90 anos de idade no Hospital Sarah Kubitschek da Asa Sul em Brasília, devido a complicações de Parkinson.

## Trabalhos em Brasília

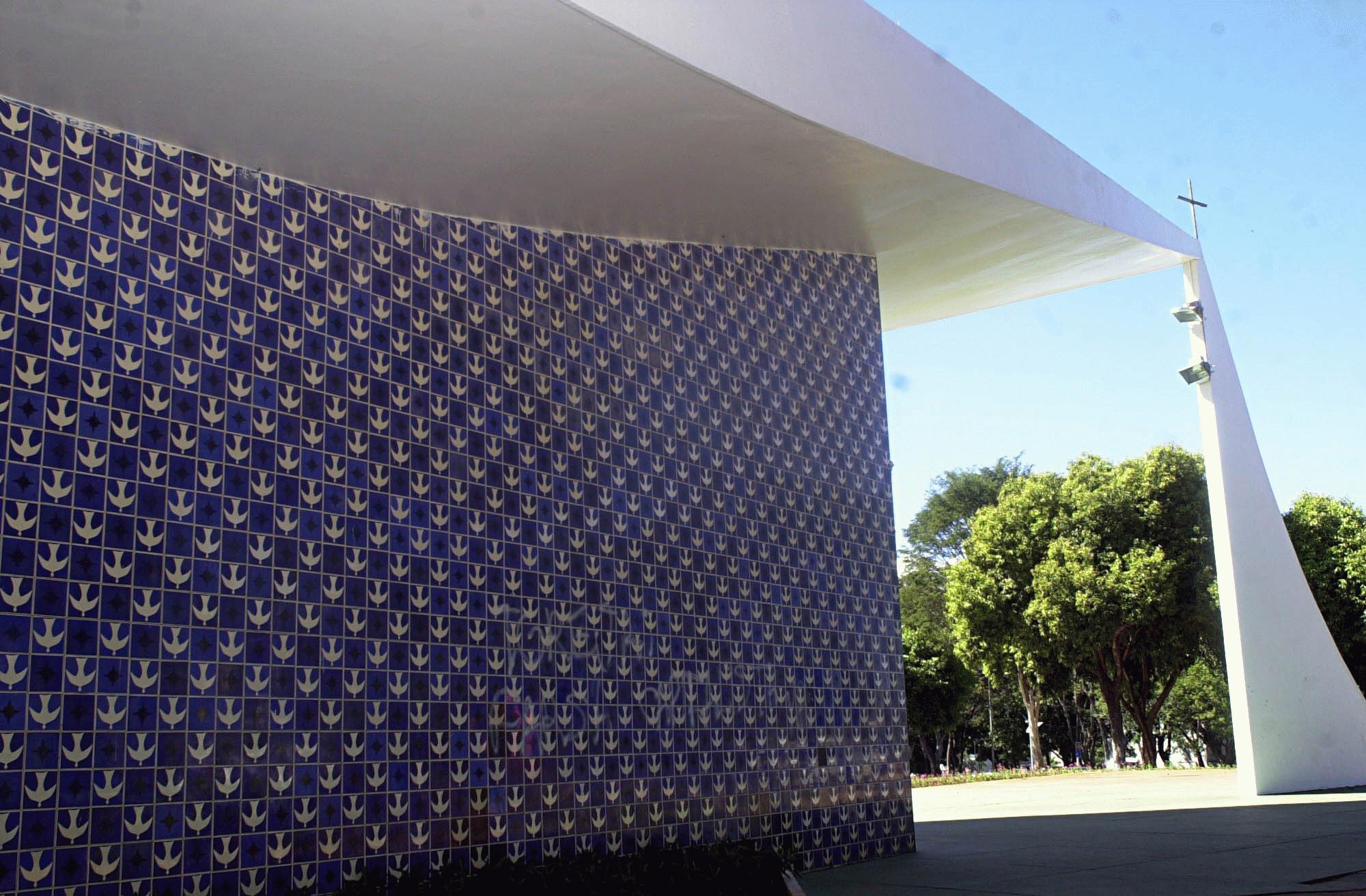
Painel de azulejos da Igreja Nossa Senhora de Fátima, a Igrejinha, a primeira construída em Brasília.

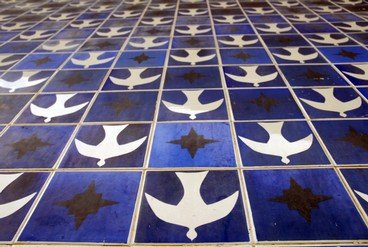
Detalhe dos azulejos.

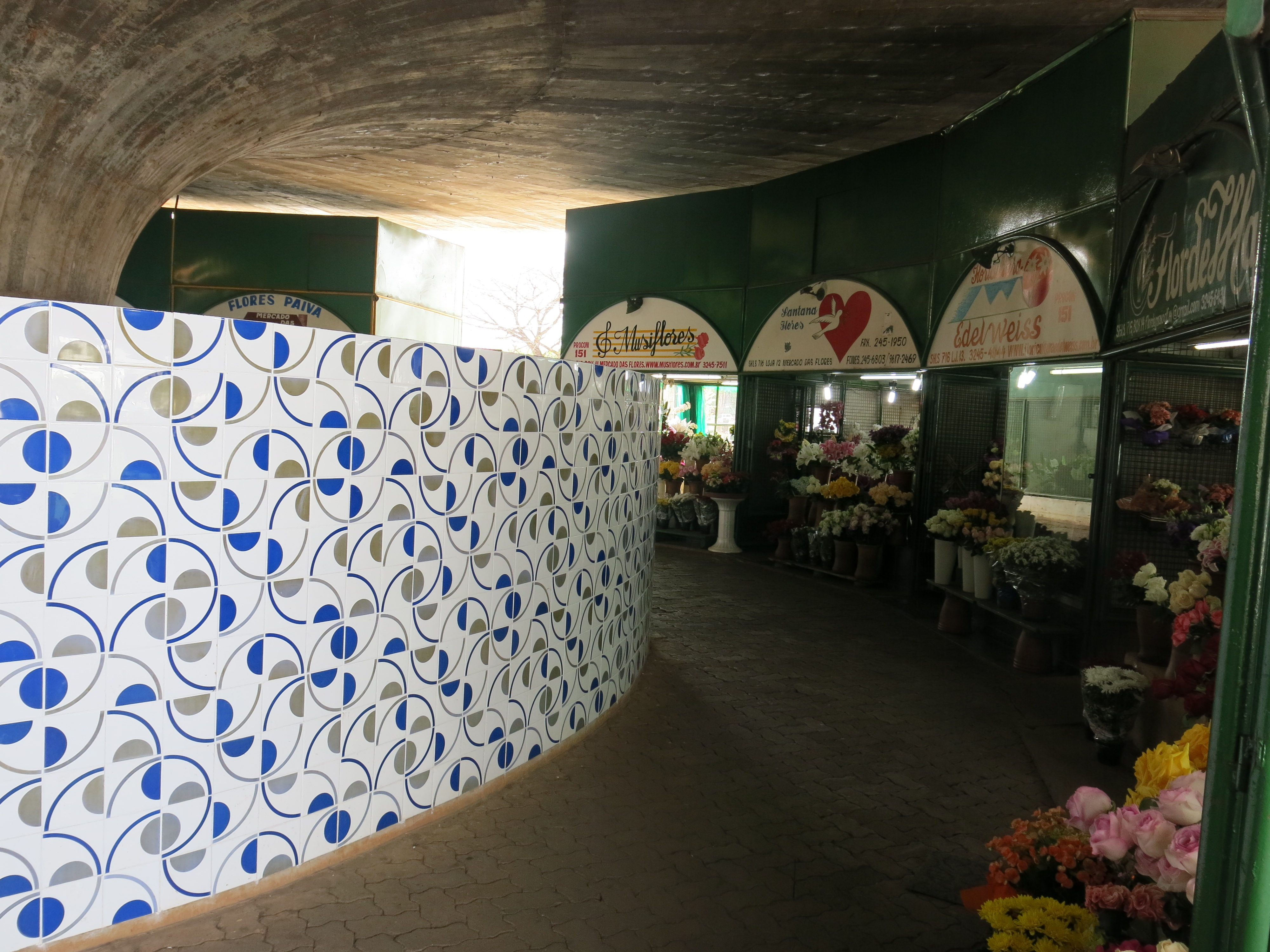
Painel de azulejos no Mercado das Flores, em Brasília.

Athos deixou sua marca em Brasília, com painéis em diversos edifícios:
- Aeroporto Internacional de Brasília Presidente Juscelino Kubstichek (azulejos das salas de embarque doméstico e internacional e painel de chapas metálicas do Conector Sul)
- Brasília Palace Hotel - SHTN, Trecho 1, Lote 1
- Catedral Metropolitana de Brasília
- Congresso Nacional
- Centro Cultural Missionário da CNBB
- Cine Brasília
- Clube do Congresso - Lago Norte
- CLN 302 e 303
- Escola Classe 407 Norte
- Escola Classe 316 Sul
- Escola Francesa de Brasilia (atual Escola Britânica - azulejos)
- Gran' Circo Lar
- Hospital Sarah Kubitschek
- Igrejinha Nossa Senhora de Fátima — 307/308 Sul
- Mercado das Flores — 916 Sul
- Ministério das Relações Exteriores
- Ministério da Saúde
- Palácio da Alvorada (pintura do teto da capela)[2]
- Palácio do Planalto
- Parque da Cidade Sarah Kubitschek
- Quartel General do Exército, 1970 Brasília – DF, Brasil Arquiteto Oscar Niemeyer
- Secretaria de Trabalho do Distrito Federal
- SQN 107 blocos F, G e I
- Superior Tribunal de Justiça
- Torre de TV
- Teatro Nacional Cláudio Santoro (relevo externo)[2]Azulejos de Athos Bulcão - acervo da Fundação Athos Bulcão.
- Tribunal Regional do Trabalho
- Tribunal Superior do Trabalho

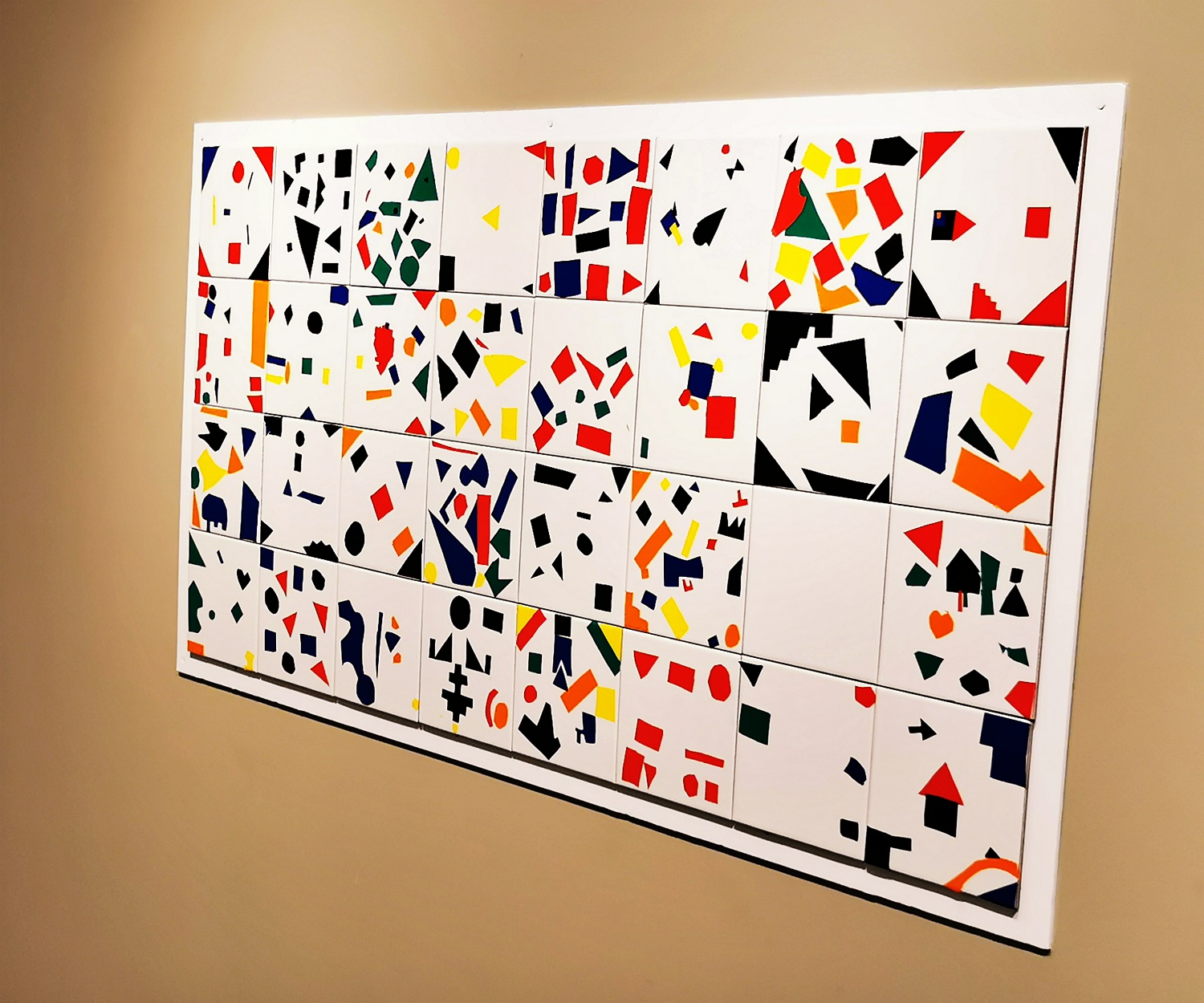
Azulejos de Athos Bulcão - acervo da Fundação Athos Bulcão.

- Universidade de Brasília (Instituto de Artes)

## Rio 2016
Na cerimônia de abertura dos Jogos Olímpicos Rio 2016, Athos Bulcão foi homenageado durante a tradicional contagem regressiva. A cada segundo da contagem, voluntários formavam obras conhecidas do artista plástico.